# Medicine (canção de Jennifer Lopez)
"Medicine" é uma canção da cantora norte-americana Jennifer Lopez com a participação do rapper marroquino-americano French Montana. Foi lançada em 3 de abril de 2019 através da Hitco Entertainment e Nuyorican. É a terceira colaboração entre Jennifer e French, depois de "Same Girl" e "I Luh Ya Papi".

## Promoção
A canção foi anunciada por Jennifer em suas redes sociais em 21 de março de 2019, com sua capa oficial.

## Histórico de lançamento
| Região | Data de lançamento | Formato(s)                  | Gravadora          |
| ------ | ------------------ | --------------------------- | ------------------ |
| Mundo  | 5 de abril de 2019 | Download digital, streaming | Hitco Entertaiment |